# Chometokadmon fitzingeri
Il cometocadmon (Chometokadmon fitzingeri) è un rettile estinto appartenente agli squamati. Visse nel Cretaceo inferiore (Albiano, circa 110 milioni di anni fa) e i suoi resti sono stati rinvenuti esclusivamente nel famoso giacimento di Pietraroja, in Italia.

## Descrizione
Lungo circa una trentina di centimetri, questo animale è conosciuto per uno scheletro quasi completo. Il cranio era triangolare e dotato di denti conici e appuntiti, leggermente rivolti all'indietro. La volta cranica, inoltre, era rivestita di numerosi osteodermi non saldati fra loro. Il corpo era piuttosto simile a quello di un ramarro, con una coda allungata e le zampe agili e snelle.

## Classificazione
Descritto per la prima volta da Costa nell'800, questo animale è stato considerato per lungo tempo un rappresentante dei rincocefali, attualmente conosciuti solo in Nuova Zelanda ma molto diffusi durante il Mesozoico. Studi successivi hanno determinato che questo animale era un membro degli squamati (lucertole e serpenti). In particolare, le caratteristiche del cometocadmon suggeriscono che possa essere stato un rappresentante degli anguimorfi (Anguimorpha), forse un parente di lucertole varanoidi primitive come Parviraptor. Gli osteodermi rinvenuti attorno alla volta cranica mostrano una disposizione simile a quella dell'attuale lantanoto del Borneo (Lanthanotus borneensis). Altri rettili rinvenuti nel giacimento di Pietraroja includono gli squamati Eichstaettisaurus e Costasaurus, il rincocefalo Derasmosaurus e il piccolo dinosauro Scipionyx.

## Stile di vita
È probabile che questo animale fosse un agile rettile terrestre che si nutriva di insetti, come indicherebbe la forma dei denti. Inoltre, sembra che analogamente alle lucertole attuali, anche il cometocadmon fosse in grado di liberarsi della coda come “diversivo” per sfuggire ai predatori: ciò sarebbe dimostrato dal fossile della coda, che include solo una decina di vertebre prima di trasformarsi in un'unica struttura sottile e allungata. È possibile, tuttavia, che questa particolare conservazione sia dovuta a una non completa ossificazione.